# Морозов, Борис Иванович
Бори́с Ива́нович Моро́зов (около 1590[…] — 1661[…]) — русский боярин, один из богатейших людей и крупнейших землевладельцев своего времени, воспитатель и фаворит царя Алексея Михайловича. Один из главных виновников Соляного бунта 1648 года, вспыхнувшего из-за вводимых им непомерных цен на соль, жизненно необходимую в то время. После бунта остался при власти, но прежней роли уже не играл. Любитель западной культуры, Морозов считается одним из предшественников Петра I в реформировании  традиционного русского образа жизни.

## Биография
Борис Морозов родился (1590) в богатой и знатной боярской семье Морозовых. Его младшим братом был боярин Глеб Морозов, второй женой которого была знаменитая проповедница «старообрядчества» боярыня Морозова. В 1615 году Морозов был взят «на житьё» во дворец. Пожалован в стольники (1627—1629), боярин (1629—1658). В 1634 году назначен «дядькой» к царевичу Алексею Михайловичу. Он стал ещё ближе к молодому царю, когда женился на сестре царицы — Анне Ильиничне Милославской. До конца жизни Морозов оставался самым близким и влиятельным человеком при царском дворе. Современники характеризовали его, как человека умного и опытного в государственных делах, проявляющего интерес к западному просвещению. Став фактическим правителем страны, он интересовался техническими и культурными достижениями Европы, приглашал на службу в Россию иностранных специалистов. Вероятно, этот интерес он сумел привить и своему воспитаннику.

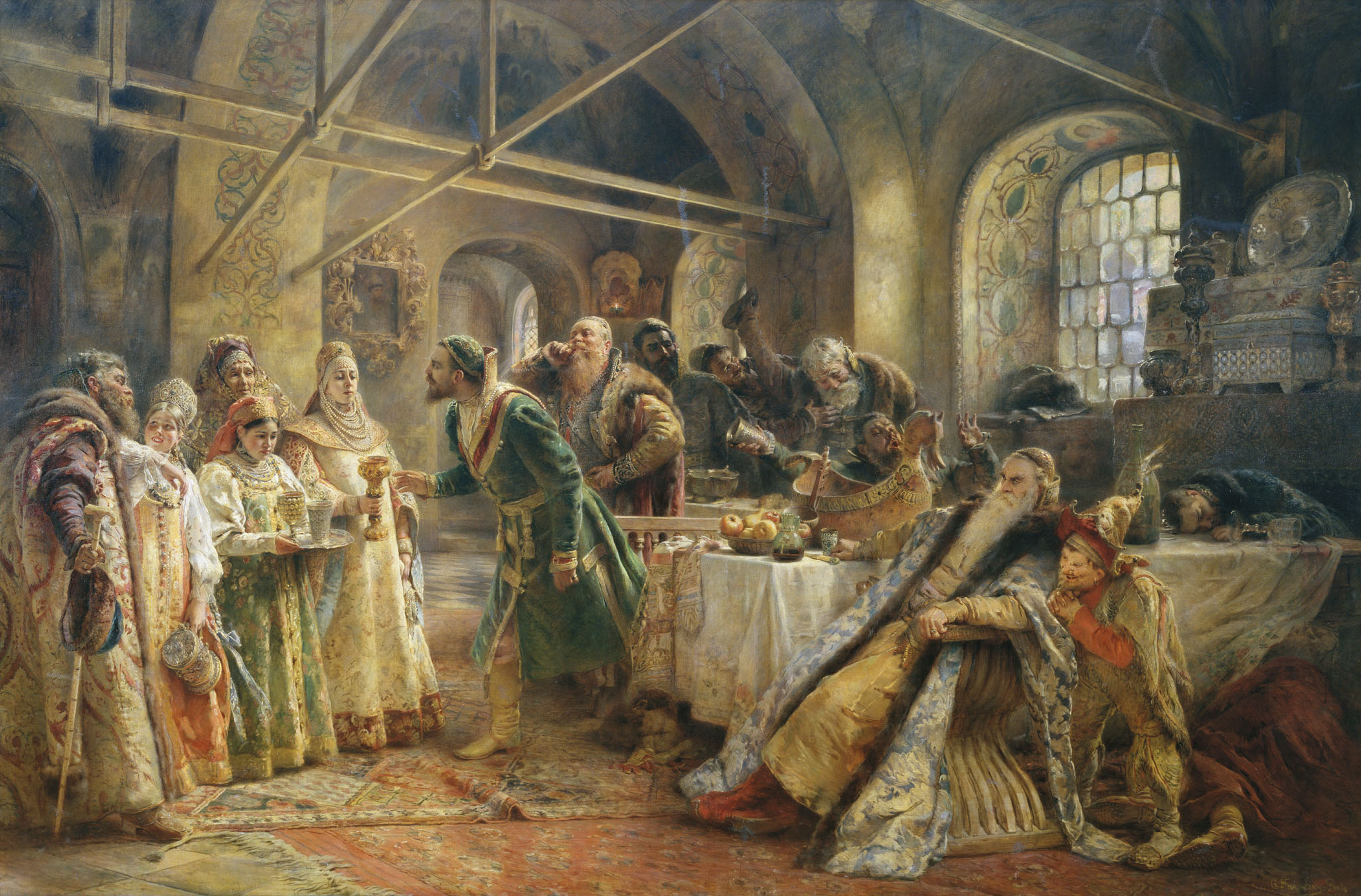
Константин Маковский. «Поцелуйный обряд» / «Пир у боярина Морозова», 1895 г. ГРМ.

Собрал огромное состояние: 30 000 четвертей, 9 000 дворов, 55 000 душ обоего пола, 245 деревень, 85 сёл, 24 господские усадьбы, мельницы, кузницы, мастерские, металлургические и поташные заводы, пивоварни, кабаки, лавки, амбары, фруктовые сады, рыбные пруды. Производил и занимался железом, кирпичом и соляными промыслами.
Тёмным пятном в биографии Морозова являются злоупотребления, послужившие одной из причин Соляного бунта 1648 года. В это время Морозов был начальником нескольких важных приказов (Большой казны, аптек и налогов). Боярин покровительствовал различным взяточникам и казнокрадам. Стремясь увеличить доходы казны, Морозов сократил зарплаты служащим и ввёл высокий косвенный налог на соль. Соль была главным консервантом того времени и была необходима людям. Морозовские налоги вызвали народные выступления в мае 1648 года в Москве, Пскове и многих других городах Московского государства. Повстанцы требовали головы Морозова. Его ближайшие помощники (окольничий П. Т. Траханиотов и дьяк Назарий Чистой), а также судья Земского приказа Л. С. Плещеев, были растерзаны толпой восставших москвичей, сам всесильный боярин едва спасся от расправы, укрывшись в царском дворце.
Царь вынужден был удалить своего любимца, — Морозов был выслан в Кирилло-Белозерский монастырь. Это, правда, не изменило отношения Алексея Михайловича к Морозову.
Через четыре месяца Морозов вернулся в Москву.
По возвращении Морозов не занимал официального положения во внутреннем управлении, вероятно потому, что царь хотел выполнить данное народу обещание.
В то же время, в 1649 году, Морозов принял активное участие в подготовке свода законов (Соборного уложения), который просуществовал до 30-х гг. XIX века.
Морозов всё время был при царе. При выступлении в поход на Литву в 1654 году царь пожаловал Морозова высшим военным званием — дворовым воеводою, начальником над «полком государевым».
Когда Морозов умер в 1661 году, царь лично отдал последний долг покойному в церкви вместе с другими. Был погребён в Чудовом монастыре, могила утрачена.
Художественно выполненные два серебряных кубка (высотой около двух метров и весом 16 килограммов каждый), преподнесённые боярином Борисом Морозовым царю Алексею Михайловичу и его сыну Алексею, находятся в настоящий момент в экспозиции музея Оружейная палата (зал 5, витрина 39).

## Наследство
У Морозова не было наследников, и после смерти всё состояние перешло к его брату Глебу, который, однако, тоже вскоре умер. Всё совместное состояние досталось малолетнему сыну Глеба, а фактически — перешло в руки его матери — боярыне Феодосии Морозовой, известной своей старообрядческой деятельностью.

## В культуре
- 1913 — «Трёхсотлетие царствования дома Романовых» (исполнитель роли — ?)
- 2011 — «Раскол» (исполнитель роли — Роман Мадянов)
- 2013 — "Романовы" (исполнитель — Владимир Егоров)